# Phnum Sampov (gmina)
Phnum Sampov – gmina (khum) w zachodniej Kambodży, w prowincji Bătdâmbâng, w dystrykcie Banan. Stanowi jedną z 8 gmin dystryktu.

## Miejscowości
Na obszarze gminy położonych jest 10 miejscowości:
- Chaeng Kdar
- Kampov
- Kdaong
- Kouk Ampil
- Krapeu Cheung
- Krapeu Kaeut
- Krapeu Tboung
- Samnanh
- Sampov Kaeut
- Sampov Lech